# サン＝シュルピス駅
サン＝シュルピス駅（ーえき、Saint-Sulpice）は、フランス・パリ6区にあるパリメトロ4号線の駅である。1910年1月9日に開業した。

## 駅付近の名所
- サン＝シュルピス教会
- リュクサンブール公園
- パリ・カトリック大学

## 隣の駅
パリメトロ
■4号線
サン＝ジェルマン＝デ＝プレ駅 - サン＝シュルピス駅 - サン＝プラシッド駅